# Campionato cinese di calcio
Il campionato cinese di calcio è articolato su tre livelli: il massimo livello nazionale, la Super League, a cui prendono parte 16 squadre, la seconda divisione, detta League One, cui prendono parte 16 squadre, la terza serie, detta League Two, cui partecipano altre 24 squadre anche riserve, la quarta serie, denominata CMCL e, come quinto livello, i vari campionati regionali.
Inoltre, la CFA ha affermato che "dovremmo rendere la CSL la sesta migliore lega al mondo." Nel 2025 la Cina ha creato per la prima volta una lega professionistica, la Chinese Professional Football League.

## Struttura
| Livello | Divisioni                         |
| ------- | --------------------------------- |
| Pro-1   | Super League 16 squadre           |
| Pro-2   | League One 16 squadre             |
| Pro-3   | League Two 24 squadre in 2 gironi |
| 4       | CMCL 64 squadre in 6 gironi       |
| 5       | Campionati regionali              |